# Рудковский, Веслав
Ве́слав Ксаве́рий Рудко́вский (пол. Wiesław Ksawery Rudkowski; 17 ноября 1946, Лодзь—14 февраля 2016, Варшава) — польский боксёр средних весовых категорий, выступал за сборную Польши во второй половине 1960-х — первой половине 1970-х годов. Серебряный призёр летних Олимпийских игр в Мюнхене, чемпион Европы, победитель многих международных турниров и национальных первенств.

## Биография
Веслав Рудковский родился 17 ноября 1946 года в городе Лодзь. Активно заниматься боксом начал в раннем детстве, сначала проходил подготовку в местном спортивном клубе «Лодзь», затем присоединился к варшавской «Легии». Первого серьёзного успеха на ринге добился в возрасте восемнадцати лет, когда стал чемпионом Польши среди юноров. Взрослое национальное первенство впервые выиграл в 1966 году и впоследствии удерживал титул чемпиона в течение десяти лет, не имея достойных конкурентов в своём среднем весе. В 1967 году участвовал в чемпионате Европы в Риме, но попасть в число призёров не смог, проиграв уже в предварительном раунде немцу Манфреду Вольке. Благодаря череде удачных выступлений удостоился права защищать честь страны на летних Олимпийских играх 1968 года в Мехико, дошёл здесь до стадии четвертьфиналов, после чего со счётом 0:5 уступил советскому боксёру Алексею Киселёву.
В 1971 году Рудковский ездил на чемпионат Европы в Мадрид, откуда привёз медаль бронзового достоинства (в полуфинале не смог пройти югослава Светомира Белича). Год спустя прошёл квалификацию на Олимпийские игры в Мюнхен — сумел пробиться здесь в финал, но в решающем матче со счётом 1:4 потерпел поражение от немца Дитера Коттиша.
Получив серебряную олимпийскую медаль, Веслав Рудковский ещё довольно долго продолжал выходить на ринг в составе национальной сборной, принимая участие в важнейших турнирах мира. Так, в 1973 году он боксировал на европейском первенстве в Белграде, прошёл там всех соперников кроме представителя СССР Анатолия Климанова и получил серебряную награду. Два сезона спустя представлял страну на домашнем чемпионате Европы в Катовице, завоевал здесь золотую медаль, взяв верх над такими известными боксёрами как Франц Дорфер и Виктор Савченко — в полуфинале и финале соответственно. Завершил картеру спортсмена в 1975 году. В его послужном списке 268 боёв на любительском ринге, из них 248 окончены победой.
Умер ночью с 13 на 14 февраля 2016 года в Варшаве после болезни.